# امامزاده سلطان سلیمان
امامزاده سلطان سلیمان در روستایی در قسمت غربی شهرستان تربت حیدریه و در فاصله ۷۲ کیلومتری این شهرستان در عرض جغرافیایی ۱۸ درجه ۳۵ دقیقه و طول ۵۴ درجه ۵۹ دقیقه جغرافیایی قرار دارد.

## شرایط آب و هوایی
ارتفاع آن از سطح دریا ۱۵۰۰ متر می‌باشد و در ناحیه کوهستانی با آب و هوای معتدل قرار گرفته است. 

## تاریخ بنا
سلطان سلیمان فرزند موسی کاظم می‌باشد که بعد از رفتن رضا به خراسان رهسپار شد و در آن‌جا کشته شد. قدمت ساختمان امامزاده به ۶۰۰ الی ۷۰۰ سال قبل می‌رسد.